# تپلک چهچه‌زن
تپلک چهچه‌زن (نام علمی: Scytalopus parvirostris) گونه‌ای پرنده از تیرهٔ تپلکان (Rhinocryptidae) است که در بولیوی و پرو یافت می‌شود.